# Massaggio perineale prenatale
Il massaggio perineale prenatale (noto anche come allargamento del canale del parto o massaggio ostetrico prenatale) è un massaggio effettuato sul perineo, in particolare attorno all'orifizio vaginale, di una donna incinta, a partire all'incirca dalla trentaduesima/trentaquattresima settimana, generalmente per almeno tre volte a settimana, numero che aumenta man mano che ci si avvicina al parto, tanto che, a partire dalla trentasettesima settimana, il massaggio può essere praticato ogni giorno. Scopo di tale pratica è quello di imitare in maniera più delicata l'azione effettuata dalla testa del nascituro sul canale del parto, in modo da preparare il perineo alla sollecitazione che avverrà durante il parto, aumentandone l'elasticità, e rendere più breve e meno faticoso il travaglio; in questo modo si tenta infatti di prevenire la lacerazione del perineo durante il parto e di ridurre la probabilità di dover effettuare un'episiotomia o di dover ricorrere a strumenti atti a facilitare l'uscita del nascituro quali, ad esempio, la ventosa ostetrica.

## Descrizione

Le fasi di un massaggio perineale con olio

All'inizio di un massaggio perineale, la donna, dopo aver allargato le gambe, in posizione semi seduta, accovacciata o eretta con un piede su una sedia, e possibilmente usando un olio per lubrificare la zona perineale (i più indicati sono quelli di germe di grano, di rosa mosqueta, di mandorle dolci e di oliva), introduce il proprio pollice all'interno del canale del parto per circa 3-4 cm, con le altre dita che poggeranno quindi sui glutei, facendo pressione verso, il basso, quindi verso il retto e verso le pareti laterali della vagina, per circa un minuto, rilassando allo stesso tempo il pavimento pelvico. Dopodiché, con un movimento a "U", cercando di simulare la testa del nascituro in fase di uscita, i pollici vanno mossi dall'alto in basso e in avanti e indietro (immaginando l'orifizio vaginale come un quadrante di orologio, si deve muovere le dita da ore 3 a ore 9), cercando di incrementare man mano la pressione finché non si inizia a provare fastidio, facendo durare il tutto anche solo 5 o 10 minuti. Nel corso della prima seduta si cerca di elasticizzare l'apertura vaginale fino a renderla capace di arrivare a una dilatazione di circa 2 cm di diametro, mentre con il proseguire delle sedute si cerca di arrivare, in ultimo, a circa 10 cm, arrivando a utilizzare quattro dita di entrambe le mani per allargare l'orifizio vaginale sempre e soltanto fino all'inizio di una sensazione di fastidio e stiramento muscolare e non di dolore, onde evitare la lacerazione del perineo. Non è in genere possibile andare oltre una simile dilatazione poiché a un certo punto essa sarà limitata dalle ossa del bacino.

## Scopi
Lo scopo del massaggio perineale prenatale è quello di evitare che la testa del bambino sia soggetta a un eccessivo stiramento negli ultimi, in genere, 30 minuti del travaglio. Con il massaggio perineale si vuole infatti allenare la madre a rilassare il proprio pavimento pelvico in modo da permettere alla testa del bambino di passare attraverso l'orifizio vaginale, si cerca di elasticizzare i due strati fibrosi del diaframma urogenitale (o "trigono urogenitale"), una robusta membrana muscolare che si estende dalla sinfisi pubica alle tuberosità ischiatiche estendendosi in tutto il triangolo anteriore del pavimento pelvico e attraverso cui passano sia il canale del parto che l'uretra, e si cerca di trasformare la spessa e rigida pelle presente al bordo dell'orifizio vaginale, ricca di lipidi, in un sottile strato di pelle elastica.
Se prima del parto, grazie al massaggio, si riesce a ottenere un lume del canale del parto sufficientemente elastico da potersi allargare di circa 10 cm, allora, salvo casi eccezionali, non ci sarà probabilmente bisogno di ricorrere a un'episiotomia, inoltre ci saranno meno probabilità di avere una lacerazione del perineo e un danneggiamento del pavimento pelvico. Considerato che l'episiotomia danneggia permanentemente i muscoli del pavimento pelvico, poiché lacera i nervi connessi a tali muscoli, portando alla loro atrofizzazione e quindi alla loro sostituzione con tessuto cicatriziale, aumentando anche le possibilità della paziente di incorrere in un futuro prolasso, nonché di sviluppare incontinenza urinaria e/o fecale e di provare fastidio durante i rapporti sessuali o addirittura dispareunia, la pratica del massaggio perineale prenatale è oggi fortemente consigliata dai professionisti di ginecologia e ostetricia.
Il massaggio del perineo è indicato anche per consentire alla futura mamma di prendere una maggior confidenza con il proprio corpo e acquisirne una maggiore conoscenza, aumentando inoltre la propria propriocezione.
Il massaggio perineale prenatale è controindicato solo se la donna soffre di infezioni vaginali ripetute o attive, se ha lesioni vaginali, se soffre di placenta previa e infine se ha un parto cesareo programmato.

## Storia
A metà degli anni 1980 l'ostetrico tedesco Welheim Horkel si recò presso una missione tedesca in terra africana e notò che, in un ambiente in cui le condizioni igieniche erano tali per cui le lesioni dovute al parto potevano facilmente avere effetti fatali, le donne africane avevano imparato, come tramandato nella loro tribù, ad aumentare l'elasticità del proprio perineo utilizzando zucche di dimensione sempre maggiore. Una volta tornato in patria, per la precisione a Starnberg, dove lavorava, il dottor Horkel decise di mettere a punto un sistema che replicasse quello visto in Africa e per farlo utilizzò un pallone gonfiabile di silicone. Come risultato, si ebbe che, se prima dell'utilizzo del pallone la percentuale di donne che uscivano dal parto senza danni al perineo era solo del 10%, dopo l'adozione dello stiramento del perineo grazie al pallone tale percentuale era salita al 70%.
A partire da allora, l'adozione del massaggio perineale fu sperimentata dapprima nel resto della Germania, poi nel Regno Unito e poi via via in tutto il mondo.

## Efficacia

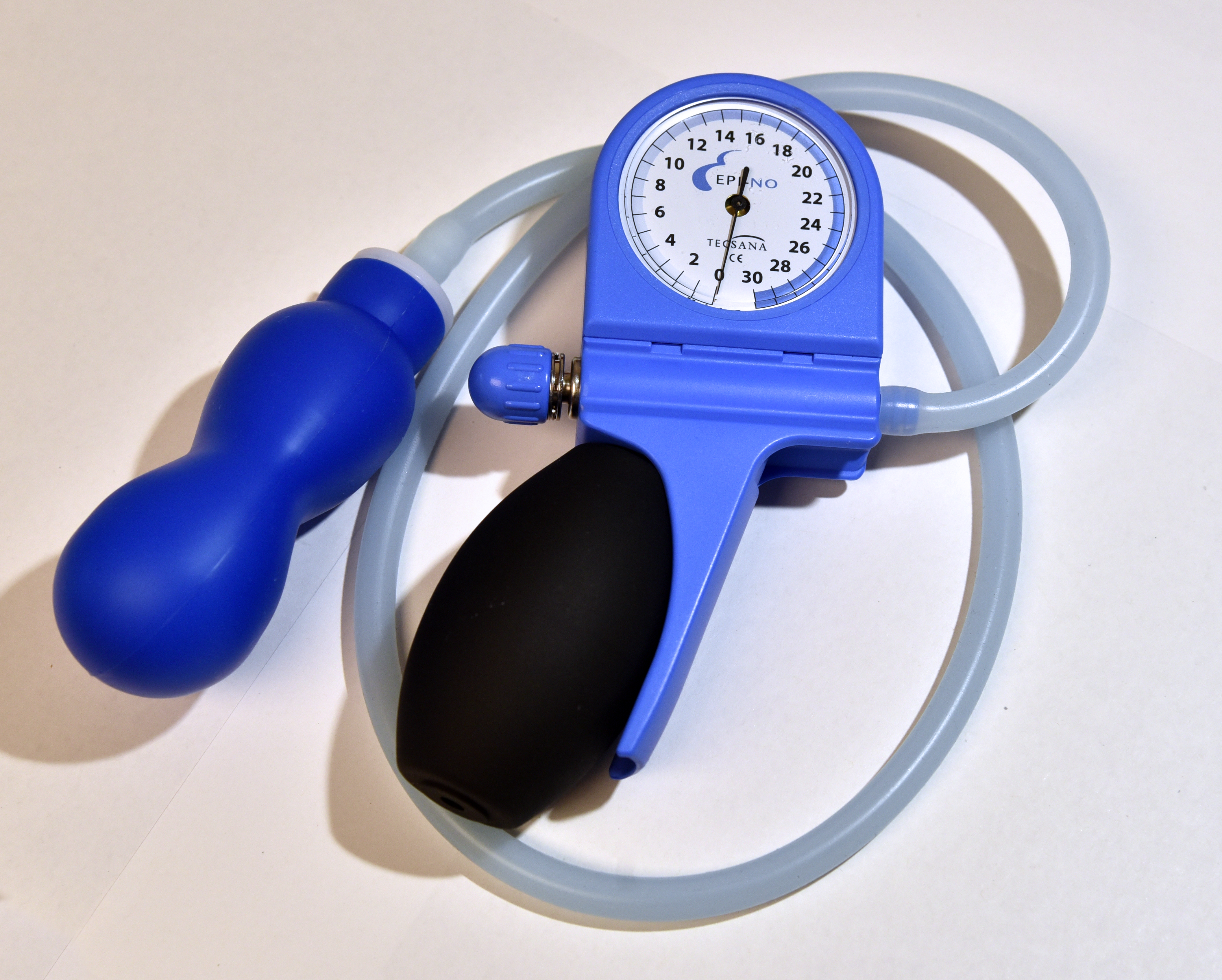
Un dilatatore vaginale usato per il massaggio perineale in ospedale.

Uno studio pubblicato a luglio 2018 ha mostrato i risultati di un test condotto tra il gennaio 2013 e il maggio 2014 su 108 primipare presso l'ospedale di Enugu, in Nigeria. Nello studio si riporta che la percentuale di donne uscite dalla sala parto con il perineo intatto dopo il parto era pari al 50,9% nel gruppo che aveva effettuato il massaggio e pari al 29,1% nel gruppo di controllo, ossia quello in cui le donne non avevano effettuato il massaggio durante la gravidanza. Le percentuali erano invece ribaltate nel caso dell'incidenza dell'episiotomia, con un valore  del 37,7% nel gruppo delle donne massaggiate rispetto al 58,2% nel gruppo di controllo, e lo stesso dicasi per lo sviluppo di incontinenza flautolenta: 8,3% nel gruppo del massaggio rispetto al 26% nel gruppo di controllo.